# Nii Plange
Nii Plange, né le 26 juin 1989 à Accra, est un footballeur international burkinabé évoluant au poste de  défenseur, mais aussi en tant que milieu de terrain.

## Biographie
Nii Plange naît à Accra, au Ghana, où il commence sa carrière professionnelle avec la Feyenoord Academy. À l'issue de deux saisons, il fait un passage à l'ASEC Mimosas, avec qui il remporte le championnat ivoirien. Il part ensuite au Burkina Faso au sein de l'ASFA Yennenga et devient à nouveau champion national. 
Il retourne pour deux saisons au Ghana, puis à l'été 2012, il déménage au Portugal et rejoint l'un des "3 grands", le Sporting Clube de Portugal, où il joue exclusivement avec l'équipe B. La saison suivante, le club nordiste du Vitória Guimarães s’intéresse à son profil et lui propose un contrat de 3 ans. Au bout de deux saisons, il résilie de façon amiable son contrat avec le club Vimaranense et s'engage pour deux saisons avec l'Académica de Coimbra.
Il fait ses débuts internationaux avec le Burkina Faso, le 10 août 2011, lors d'un match amical contre l'Afrique du Sud. Cela a été possible grâce à sa double nationalité due à son mariage avec une femme burkinabé.

## Statistiques de joueur

### Synthèse
| Saison                | Club                  | Championnat             | Championnat | Championnat | Coupe(s) nationale(s) | Coupe(s) nationale(s) | Compétition(s) continentale(s) | Compétition(s) continentale(s) | Compétition(s) continentale(s) | Sélection    | Sélection | Sélection | Total | Total |
| Saison                | Club                  | Division                | M.          | B.          | M.                    | B.                    | Comp.                          | M.                             | B.                             | Équipe       | M.        | B.        | M.    | B.    |
| 2006-2007             | Feyenoord Academy     | Premier Football League | -           | -           | -                     | -                     | -                              | 0                              | 0                              | -            | 0         | 0         | 0     | 0     |
| 2007-2008             | Feyenoord Academy     | Second Football League  | -           | -           | -                     | -                     | -                              | 0                              | 0                              | -            | 0         | 0         | 0     | 0     |
| Sous-total            | Sous-total            | Sous-total              | -           | -           | -                     | -                     | -                              | 0                              | 0                              | -            | 0         | 0         | 0     | 0     |
| 2008                  | ASEC Mimosas          | Ligue 1                 | -           | -           | -                     | -                     | -                              | 0                              | 0                              | -            | 0         | 0         | 0     | 0     |
| 2009                  | ASEC Mimosas          | Ligue 1                 | -           | -           | -                     | -                     | -                              | 0                              | 0                              | -            | 0         | 0         | 0     | 0     |
| Sous-total            | Sous-total            | Sous-total              | -           | -           | -                     | -                     | -                              | 0                              | 0                              | -            | 0         | 0         | 0     | 0     |
| 2010                  | ASFA-Yennenga         | Championnat National    | -           | -           | -                     | -                     | -                              | 0                              | 0                              | -            | 0         | 0         | 0     | 0     |
| Sous-total            | Sous-total            | Sous-total              | -           | -           | -                     | -                     | -                              | 0                              | 0                              | -            | 0         | 0         | 0     | 0     |
| 2010-2011             | Feyenoord Academy     | Second Football League  | -           | -           | -                     | -                     | -                              | 0                              | 0                              | -            | 0         | 0         | 0     | 0     |
| 2011-2012             | Feyenoord Academy     | Second Football League  | -           | -           | -                     | -                     | -                              | 0                              | 0                              | Burkina Faso | 2         | 0         | 2     | 0     |
| Sous-total            | Sous-total            | Sous-total              | -           | -           | -                     | -                     | -                              | 0                              | 0                              | Burkina Faso | 2         | 0         | 2     | 0     |
| 2012-2013             | Sporting CP           | Primeira Liga           | 1           | 0           | 0                     | 0                     | -                              | 0                              | 0                              | -            | 0         | 0         | 1     | 0     |
| 2013-2014             | Sporting CP           | Primeira Liga           | 0           | 0           | 0                     | 0                     | -                              | 0                              | 0                              | -            | 0         | 0         | 0     | 0     |
| Sous-total            | Sous-total            | Sous-total              | 1           | 0           | 0                     | 0                     | -                              | 0                              | 0                              | -            | 0         | 0         | 1     | 0     |
| 2012-2013             | Sporting CP B         | Segunda Liga            | 28          | 4           | 0                     | 0                     | -                              | 0                              | 0                              | -            | 0         | 0         | 28    | 4     |
| 2013-2014             | Sporting CP B         | Segunda Liga            | 0           | 0           | 0                     | 0                     | -                              | 0                              | 0                              | -            | 0         | 0         | 0     | 0     |
| Sous-total            | Sous-total            | Sous-total              | 28          | 4           | 0                     | 0                     | -                              | 0                              | 0                              | -            | 0         | 0         | 28    | 4     |
| 2013-2014             | Vitória Guimarães     | Primeira Liga           | 16          | 1           | 2                     | 0                     | C3                             | 5                              | 1                              | Burkina Faso | 1         | 0         | 24    | 2     |
| 2014-2015             | Vitória Guimarães     | Primeira Liga           | 17          | 0           | 2                     | 0                     | -                              | 0                              | 0                              | -            | 0         | 0         | 19    | 0     |
| Sous-total            | Sous-total            | Sous-total              | 33          | 1           | 4                     | 0                     | -                              | 5                              | 1                              | Burkina Faso | 1         | 0         | 43    | 2     |
| 2013-2014             | Vitória Guimarães B   | Segunda Liga            | 0           | 0           | 0                     | 0                     | -                              | 0                              | 0                              | -            | 0         | 0         | 0     | 0     |
| 2014-2015             | Vitória Guimarães B   | Segunda Liga            | 1           | 0           | 0                     | 0                     | -                              | 0                              | 0                              | -            | 0         | 0         | 1     | 0     |
| Sous-total            | Sous-total            | Sous-total              | 1           | 0           | 0                     | 0                     | -                              | 0                              | 0                              | -            | 0         | 0         | 1     | 0     |
| 2015-2016             | Académica Coimbra     | Primeira Liga           | 28          | 2           | 3                     | 0                     | -                              | 0                              | 0                              | -            | 0         | 0         | 31    | 2     |
| 2016-2017             | Académica Coimbra     | Segunda Liga            | 23          | 1           | 4                     | 0                     | -                              | 0                              | 0                              | -            | 0         | 0         | 27    | 1     |
| Sous-total            | Sous-total            | Sous-total              | 51          | 3           | 7                     | 0                     | -                              | 0                              | 0                              | -            | 0         | 0         | 58    | 3     |
| Total sur la carrière | Total sur la carrière | Total sur la carrière   | 114         | 8           | 11                    | 0                     | -                              | 5                              | 1                              | Burkina Faso | 3         | 0         | 133   | 9     |

### Matchs disputés en coupes continentales
| Matchs | Date              | Stade                                  | Adversaire         | Résultat | Minutes | Compétition            | Buts | Tour             | Club              |
| ------ | ----------------- | -------------------------------------- | ------------------ | -------- | ------- | ---------------------- | ---- | ---------------- | ----------------- |
| 1      | 19 septembre 2013 | Estádio D. Afonso Henriques, Guimarães | HNK Rijeka         | 4 – 0    | 73e     | Ligue Europa 2013-2014 | 1    | Phase de groupes | Vitória Guimarães |
| 2      | 3 octobre 2013    | Stade de Gerland, Lyon                 | Olympique lyonnais | 1 – 1    | 24e     | Ligue Europa 2013-2014 | 0    | Phase de groupes | Vitória Guimarães |
| 3      | 24 octobre 2013   | Stade Benito-Villamarín, Séville       | Betis Séville      | 1 – 0    | 28e     | Ligue Europa 2013-2014 | 0    | Phase de groupes | Vitória Guimarães |
| 4      | 7 novembre 2013   | Estádio D. Afonso Henriques, Guimarães | Betis Séville      | 0 – 1    | 72e     | Ligue Europa 2013-2014 | 0    | Phase de groupes | Vitória Guimarães |
| 5      | 12 décembre 2013  | Estádio D. Afonso Henriques, Guimarães | Olympique lyonnais | 1 – 2    | 19e     | Ligue Europa 2013-2014 | 0    | Phase de groupes | Vitória Guimarães |

### Sélection nationale du Burkina Faso de football
| Sélections | Date            | Stade                           | Adversaire     | Résultat | Minutes | Compétition | Buts | Capitaine | Club              |
| ---------- | --------------- | ------------------------------- | -------------- | -------- | ------- | ----------- | ---- | --------- | ----------------- |
| 1          | 10 août 2011    | Ellis Park, Johannesburg        | Afrique du Sud | 3 – 0    | 26e     | Amical      | 0    | Non       | Feyenoord Academy |
| 2          | 29 février 2012 | Stade de Marrakech, Marrakech   | Maroc          | 2 – 0    | 9e      | Amical      | 0    | Non       | Feyenoord Academy |
| 3          | 3 mai 2014      | Stade Francis Turcan, Martigues | Comores        | 1 – 1    | 45e     | Amical      | 0    | Non       | Vitória Guimarães |